# Alderley Edge
Alderley Edge är en ort och en civil parish i grevskapet Cheshire i England. Orten tillhör enhetskommunen Cheshire East. Folkmängden uppgick till 4 780 invånare 2011, på en yta av 4,13 km².